# Hasan Şaş
Hasan Gökhan Şaş [hasan šáš] (* 1. srpen 1976, Karataş) je bývalý turecký fotbalista. Hrával na pozici záložníka.
S tureckou fotbalovou reprezentací získal bronzovou medaili na mistrovství světa roku 2002. Na tomto turnaji byl federací FIFA zařazen do all-stars týmu. Celkem za národní tým odehrál 40 utkání a vstřelil 2 góly.
S Galatasaray Istanbul získal v sezóně 1999/2000 Pohár UEFA a následně i Superpohár UEFA. Pětkrát se s ním stal mistrem Turecka (1998–99, 1999-00, 2001–02, 2005–06, 2007–08). Třikrát vyhrál turecký pohár (1998–99, 1999–00, 2004–05).